# Joannahuset
Joannahuset er et privat drevet børne- og ungekrisecenter og blev etableret i 2020 som en forsøgsordning. Det ligger på Frederiksberg og henvender sig til børn og unge under 18 år. I 2024 kom der politisk fokus på Joannahusets metoder og grundlaget for driften af Joannahuset. Der har tidligere været lignende initiativer i 1970'erne med Børnemagt-bevægelsen og i 1980'erne med Børnehotellet på Vesterbro i København. Joannahusets arbejde er blevet skildret i dokumentarfilmen De Umyndige fra 2023 instrueret af Mette Korsgaard.  

## Tjenester
Joannahuset tilbyder en række tjenester, herunder husly og rettighedsbaseret rådgivning. Unge i alderen 12-17 år kan overnatte på stedet i op til 14 nætter, forudsat at der er samtykke fra forældremyndighedsindehaveren. 1. januar 2024 blev reglerne ændret, således at børn fra 12 år kan få husly i op til 48 timer uden samtykke, men med underretning af forældremyndighedsindehaveren.

## Lovgivning
Joannahuset opererer under en forsøgsordning, der er godkendt af Socialministeriet. Denne ordning giver Joannahuset mulighed for at fravige visse love, der normalt gælder for sociale tilbud i Danmark. For eksempel kan Joannahuset indskrive unge til overnatning uden forældres samtykke, hvilket ellers ikke er tilladt under de gængse regler. Dette er muligt som led i en midlertidig forsøgsordning. Forsøgsordningen indebærer også en særlig opmærksomhed på at sikre børns og unges retssikkerhed og rettigheder i krisesituationer. Juli 2024 indskærpede Socialministeriet overfor Joannahuset at børn og unge med psykiske lidelser eller misbrug ikke må opholde sig i huset og skal sendes videre til behandling, desuden skal Joannahuset lade forældre hente deres børn, medmindre der er en akut fare for barnet, og rådgivning af børn og unge skal primært foregå om dagen og ikke om natten.

## Kritik og evaluering
Joannahuset har modtaget både ros og kritik. I 2023 kom den første undersøgelse fra Ankestyrelsen som viste, at nogle unge er godt tilfredse med den rettighedsbaserede rådgivning de modtager fra Joannahuset, mens flere kommuner har efterlyst en tydeligere rolleafklaring i samarbejdet med krisecentret. Nogle kommuner har udtrykt bekymring over Joannahusets rådgivningsmetoder og deres påvirkning på kommunale indsatser. I starten af 2024 skrev børne- og familie-cheferne i 20 kommuner i Region Hovedstaden et brev til Socialministeriet og Folketingets Socialudvalg fordi de oplevede at Joannahuset med deres faglige tilgang og metode kommer til at forstærke den krisesituation, som barnet eller den unge står i. Ligeledes har Børne- og Kulturchefforeningen kontaktet Folketingets Socialudvalg med alvorlig kritik og anbefalinger til ændringer i forsøgsordningen.
Børn og unge der har benyttet Joannahuset, samt forældre og fagpersoner har også rejst kritik af de metoder der har været benyttet. Joannahuset politianmeldes i 2024 af Glostrup Kommune og i oktober 2024 lægger flere politikere op til at Joannahuset lukkes pga. massiv kritik fra børn og unge, forældre og en lang række kommuner. Efter at Socialministeriet blev bekendt med at Joannahusets praksis kunne være i konflikt med Forældreansvarsloven og Artikel 8 i Den Europæiske Menneskerettighedskonvention blev reglerne for krisecentrenes praksis ændret og der blev indgået en ny politik aftale der indebærer, at Joannahuset skal have børnefagligt uddannet personale til stede døgnet rundt, og at Joannahuset skal registrere situationer, hvor politiet har været tilkaldt i forbindelse med en afhentningssituation og at socialtilsynet fremadrettet skal føre tilsyn med Joannahusets rådgivningstilbud.
December 2024 udkom endnu en undersøgelse fra Ankestyrelsen som dokumenterer flere problematiske forhold i Joannahuset bl.a. Joannahusets praksis med at tillade ophold for børn og unge i op til 48 timer uden forældres eksplicitte samtykke. Forældre oplever dette som en krænkelse af deres rolle som værger og samtidig har flere kommuner klaget over, at Joannahusets rådgivning ofte modarbejder det kommunale arbejde med børn og unge i krise. Flere konkrete sager har desuden peget på skadelige konsekvenser for de unge. Unge der har opholdt sig i Joannahuset har rapporteret om langsigtede negative effekter på deres liv, herunder følelsen af manipulation og en oplevelse af, at krisecentret har forværret deres problemer frem for at løse dem. Det fremhæves også af Ankestyrelsen at Joannahuset har udfordringer med at håndtere børn og unge med tunge problemstillinger som misbrug og psykiske lidelser. Kritikken går på, at centret ikke altid formår at overdrage ansvaret til relevante myndigheder, hvilket har efterladt nogle af de mest udsatte unge uden den nødvendige hjælp.

## Finansiering
Forsøget støttes af midler fra finansloven som i 2024 udgjorde 9,7 mio. kr. Joannahuset er desuden Winnie Liljeborg og Liljeborgfondens første flagskibsprojekt og der er også opnået finansiering fra Tais Clausens fond Sagitta Charity Foundation, RealCare, Egmont Fonden og en lang række mindre bidragsydere. 